# The Book of Souls World Tour
The Book of Souls World Tour es una gira de conciertos de la banda británica Iron Maiden, llevada a cabo como soporte de su álbum de 2015 The Book of Souls. Durante esta gira, la banda tocó en 36 países, incluyendo El Salvador, Lituania y China, donde nunca habían estado. La banda y el equipo técnico se trasladó en un avión Boeing 747-400, denominado "Ed Force One", pilotado por el vocalista, Bruce Dickinson. En 2017 fue publicado el álbum en vivo titulado The Book of Souls: Live Chapter, con material grabado durante la gira.

## Fechas
| Norteamérica          |                  |                 |                                                |
| 24 de febrero de 2016 | Sunrise          | Estados Unidos  | BB&T Center                                    |
| 26 de febrero de 2016 | Tulsa            | Estados Unidos  | BOK Center                                     |
| 28 de febrero de 2016 | Las Vegas        | Estados Unidos  | Mandalay Bay Events Center                     |
| 1 de marzo de 2016    | Monterrey        | México          | Auditorio Banamex                              |
| 3 de marzo de 2016    | Ciudad de México | México          | Palacio de los Deportes                        |
| 4 de marzo de 2016    | Ciudad de México | México          | Palacio de los Deportes                        |
| 6 de marzo de 2016    | San Salvador     | El Salvador     | Estadio Jorge "Mágico" González                |
| 8 de marzo de 2016    | San José         | Costa Rica      | Estadio Ricardo Saprissa Aymá                  |
| Suramérica            |                  |                 |                                                |
| 11 de marzo de 2016   | Santiago         | Chile           | Estadio Nacional De Julio de Martínez Prádanos |
| 13 de marzo de 2016   | Córdoba          | Argentina       | Estadio Mario Alberto Kempes                   |
| 15 de marzo de 2016   | Buenos Aires     | Argentina       | José Amalfitani                                |
| 17 de marzo de 2016   | Río de Janeiro   | Brasil          | HSBC Arena                                     |
| 19 de marzo de 2016   | Belo Horizonte   | Brasil          | Mineirão                                       |
| 22 de marzo de 2016   | Brasília         | Brasil          | Nilson Nelson Arena                            |
| 24 de marzo de 2016   | Fortaleza        | Brasil          | Arena Castelão                                 |
| 26 de marzo de 2016   | São Paulo        | Brasil          | Allianz Parque                                 |
| Norteamérica          |                  |                 |                                                |
| 30 de marzo de 2016   | Nueva York       | Estados Unidos  | Madison Square Garden                          |
| 1 de abril de 2016    | Montreal         | Canadá          | Centre Bell                                    |
| 3 de abril de 2016    | Toronto          | Canadá          | Air Canada Centre                              |
| 5 de abril de 2016    | Auburn Hills     | Estados Unidos  | The Palace of Auburn Hills                     |
| 6 de abril de 2016    | Chicago          | Estados Unidos  | United Center                                  |
| 8 de abril de 2016    | Edmonton         | Canadá          | Rexall Place                                   |
| 10 de abril de 2016   | Vancouver        | Canadá          | Rogers Arena                                   |
| 11 de abril de 2016   | Tacoma           | Estados Unidos  | Tacoma Dome                                    |
| 13 de abril de 2016   | Denver           | Estados Unidos  | Pepsi Center                                   |
| 15 de abril de 2016   | Inglewood        | Estados Unidos  | The Forum                                      |
| 16 de abril de 2016   | Inglewood        | Estados Unidos  | The Forum                                      |
| Asia                  |                  |                 |                                                |
| 20 de abril de 2016   | Tokio            | Japón           | Ryōgoku Kokugikan                              |
| 21 de abril de 2016   | Tokio            | Japón           | Ryōgoku Kokugikan                              |
| 24 de abril de 2016   | Beijing          | China           | LeSports Center                                |
| 26 de abril de 2016   | Shanghái         | China           | Mercedes-Benz Arena                            |
| Oceanía               |                  |                 |                                                |
| 29 de abril de 2016   | Christchurch     | Nueva Zelanda   | Horncastle Arena                               |
| 1 de mayo de 2016     | Auckland         | Nueva Zelanda   | Vector Arena                                   |
| 4 de mayo de 2016     | Brisbane         | Australia       | Brisbane Entertainment Centre                  |
| 6 de mayo de 2016     | Sídney           | Australia       | Sydney Super Dome                              |
| 9 de mayo de 2016     | Melbourne        | Australia       | Rod Laver Arena                                |
| 12 de mayo de 2016    | Adelaida         | Australia       | Adelaide Entertainment Centre                  |
| 14 de mayo de 2016    | Perth            | Australia       | Perth Arena                                    |
| África                |                  |                 |                                                |
| 18 de mayo de 2016    | Ciudad del Cabo  | Sudáfrica       | Grand Arena                                    |
| 21 de mayo de 2016    | Johannesburgo    | Sudáfrica       | Carnival City Festival Lawns                   |
| Europa                |                  |                 |                                                |
| 27 de mayo de 2016    | Dortmund         | Alemania        | Westfalenhallen                                |
| 29 de mayo de 2016    | Múnich           | Alemania        | Olympiapark                                    |
| 31 de mayo de 2016    | Berlín           | Alemania        | Waldbühne                                      |
| 3 de junio de 2016    | Lucerne          | Suiza           | Allmend Luzern                                 |
| 5 de junio de 2016    | Viena            | Austria         | Donauinsel                                     |
| 8 de junio de 2016    | Arnhem           | Países Bajos    | GelreDome                                      |
| 10 de junio de 2016   | París            | Francia         | Longchamp Racecourse                           |
| 12 de junio de 2016   | Donington        | Reino Unido     | Donington Park                                 |
| 15 de junio de 2016   | Oslo             | Noruega         | Telenor Arena                                  |
| 17 de junio de 2016   | Gothenburg       | Suecia          | Ullevi                                         |
| 19 de junio de 2016   | Dessel           | Bélgica         | Festivalpark Stenehei                          |
| 21 de junio de 2016   | Herning          | Dinamarca       | Jyske Bank Boxen                               |
| 23 de junio de 2016   | Kaunas           | Lituania        | Žalgiris Arena                                 |
| 25 de junio de 2016   | Moscú            | Rusia           | Olympic Stadium                                |
| 29 de junio de 2016   | Hämeenlinna      | Finlandia       | Kantola Event Park                             |
| 1 de julio de 2016    | Sopron           | Hungría         | Lővér Camping Site                             |
| 3 de julio de 2016    | Breslavia        | Polonia         | Stadion Miejski                                |
| 5 de julio de 2016    | Praga            | República Checa | Eden Arena                                     |
| 6 de julio de 2016    | Žilina           | Eslovaquia      | Žilina Airport                                 |
| 9 de julio de 2016    | Vivero           | España          | Escenario Principal                            |
| 11 de julio de 2016   | Lisboa           | Portugal        | MEO Arena                                      |
| 13 de julio de 2016   | Madrid           | España          | Palacio de Deportes de la Comunidad de Madrid  |
| 14 de julio de 2016   | Sevilla          | España          | Estadio de La Cartuja                          |
| 16 de julio de 2016   | Barcelona        | España          | Parque de Can Zam                              |
| 20 de julio de 2016   | Nyon             | Suiza           | Plaine de L'Asse                               |
| 22 de julio de 2016   | Milán            | Italia          | Mediolanum Forum                               |
| 24 de julio de 2016   | Roma             | Italia          | Capannelle Racecourse                          |
| 26 de julio de 2016   | Trieste          | Italia          | Piazza Unità d'Italia                          |
| 27 de julio de 2016   | Split            | Croacia         | Spaladium Arena                                |
| 30 de julio de 2016   | Bucarest         | Rumania         | Piața Constituției                             |
| 2 de agosto de 2016   | Esch-sur-Alzette | Luxemburgo      | Rockhal                                        |
| 4 de agosto de 2016   | Wacken           | Alemania        | True Metal Stage                               |
| 22 de abril de 2017   | Amberes          | Bélgica         | Sportpaleis                                    |
| 24 de abril de 2017   | Oberhausen       | Alemania        | König Pilsener Arena                           |
| 25 de abril de 2017   | Oberhausen       | Alemania        | König Pilsener Arena                           |
| 28 de abril de 2017   | Frankfurt        | Alemania        | Festhalle Frankfurt                            |
| 29 de abril de 2017   | Frankfurt        | Alemania        | Festhalle Frankfurt                            |
| 2 de mayo de 2017     | Hamburgo         | Alemania        | Barclaycard Arena                              |
| 4 de mayo de 2017     | Nottingham       | Reino Unido     | Motorpoint Arena Nottingham                    |
| 6 de mayo de 2017     | Dublín           | Irlanda         | 3Arena                                         |
| 8 de mayo de 2017     | Mánchester       | Reino Unido     | Manchester Arena                               |
| 10 de mayo de 2017    | Sheffield        | Reino Unido     | Sheffield Arena                                |
| 11 de mayo de 2017    | Leeds            | Reino Unido     | First Direct Arena                             |
| 14 de mayo de 2017    | Newcastle        | Reino Unido     | First Direct Arena                             |
| 16 de mayo de 2017    | Glasgow          | Reino Unido     | The SSE Hydro                                  |
| 17 de mayo de 2017    | Aberdeen         | Reino Unido     | GE Oil and Gas Arena                           |
| 20 de mayo de 2017    | Liverpool        | Reino Unido     | Echo Arena                                     |
| 21 de mayo de 2017    | Birmingham       | Reino Unido     | Barclaycard Arena                              |
| 24 de mayo de 2017    | Cardiff          | Reino Unido     | Motorpoint Arena Cardiff                       |
| 27 de mayo de 2017    | Londres          | Reino Unido     | The O2 Arena                                   |
| 28 de mayo de 2017    | Londres          | Reino Unido     | The O2 Arena                                   |

## Personal
- Bruce Dickinson – Voz
- Dave Murray – Guitarra
- Adrian Smith – Guitarra
- Janick Gers – Guitarra
- Steve Harris – Bajo
- Nicko McBrain – Batería